# Långtjärnen (Lidens socken, Medelpad, 697771-154847)
Långtjärnen är en sjö i Sundsvalls kommun i Medelpad och ingår i Indalsälvens huvudavrinningsområde.